# استارکرافت ۲: بال‌های آزادی
استارکرافت ۲: بال‌های آزادی (به انگلیسی: StarCraft II: Wings of Liberty) یک بازی ویدئویی علمی تخیلی به سبک استراتژی هم‌زمان است که توسط بلیزارد انترتینمنت ساخته و منتشر شده‌است. این بازی در ژوئیه ۲۰۱۰ برای سیستم‌عامل‌های مایکروسافت ویندوز و مک‌اواس در سراسر جهان منتشر شد. این بازی دنبالهٔ عنوان استارکرافت (۱۹۹۸) و بسته الحاقی آن «Brood War» است، که به سه بخش تقسیم می‌شود: بازی اصلی، عنوان فرعی بال‌های آزادی بسته الحاقی، Heart of the Swarm و بستهٔ الحاقی خوداتکا Legacy of the Void.
در سال ۲۰۱۶ بسته داستانی StarCraft II: Nova Covert Ops برای این بازی منتشر شد.
مانند بازی‌های قبلی، بازی در رابطه با سه گونه است: Terrans (انسان‌ها)، Zerg (یک گونه فوق‌العاده از اشکال زندگی تلفیقی)، و Protoss (گونه ای پیشرفته از نظر فناوری و دارای قدرت‌های روان گسترده). Wings of Liberty روی Terrans متمرکز شده‌است، در حالی که بسته‌های الحاقی، Heart of Swarm و Legacy of Void به ترتیب روی Zerg و Protoss تمرکز می‌کنند. داستان این بازی چهار سال پس از حوادث بازی StarCraft: Brood War اتفاق می‌افتد و دنباله کارهای جیم رینور به عنوان رهبر گروه شورشی در برابر استبداد حکومت تران است. این بازی تشکیل شده از شخصیت‌های جدید و شخصیت‌های قدیمی و مکان‌هایی از بازی‌های پیشین است.
این بازی با تحسین منتقدان روبرو شد و با امتیاز ۹۳٪ از متاکریتیک روبرو شد. استارکرافت ۲ مشابه با عناوین پیشین خود، برای داشتن روند بازی جذاب و همچنین معرفی ویژگی‌های جدید و بهبود قصه گویی مورد ستایش قرار گرفت. این بازی در زمان انتشار به دلیل نداشتن ویژگی‌هایی که در بازی اصلی استارکرافت بود مورد انتقاد قرار گرفت. از جمله این مشکلات می‌توان به نبود امکان LAN play و نبود امکان تعویض بین سرزمین‌ها در بخش چند نفره اشاره کرد. در زمان انتشار، استارکرافت ۲ به سریع‌ترین فروش در بین بازی‌های استراتژی هم‌زمان دست یافت. این بازی به فروش بیش از سه میلیون نسخه در ماه اول در سراسر جهان دست یافت.
در طول بلیزکان ۲۰۱۷، اعلام شد که بازی استارکرافت ۲ به یک بازی رایگان تبدیل شده‌است و هم‌اکنون نیز رایگان است و حداقل تا مدت نامعلومی این گونه می‌ماند. رایگان شدن این بازی باعث شد که بخش داستانی تک نفرهٔ بال‌های آزادی و بخش چندنفره و همچنین دو سبک دیگر برای همگان آزاد باشد. این بازی هم‌اکنون با لباس‌ها، فرماندهان، بسته‌های صدا و صندوقچه‌های جنگی جدید حمایت می‌شود.

## داستان

سیستم جدید terranها به بازیکن اجازه می‌دهد در داخل battlecruiser Hyperion را جستجو کند.

این بازی همانند بازی‌های قبلی سه گونه: Protoss، Terran و Zerg دارا است. در بخش داستانی Terran، اتاق کنفرانس اصلی StarCraft با یک نسخه تعاملی از battlecruiser Hyperion جایگزین می‌شود، جیم رینور که اکنون یک کاپیتان مزدور تلخ و دائم‌الخمر است، شخصیت اصلی این داستان است. برخلاف بازی‌های قبلی بلیزارد، این کمپین به صورت غیرخطی است، زیرا رینور برای کسب پول شغل پیدا می‌کند، و از این پول برای خرید واحدهای اضافی و به روز رسانی‌ها استفاده می‌کند. اگرچه هر دور بازی متفاوت خواهند بود ولی نتایج پایانی استوار باقی می‌مانند و این موضوع باعث خطی شدن داستان می‌شود. معاون اصلی بلیزارد، راب پادرو تأکید کرد که هر کمپین بسیار متفاوت عمل خواهد کرد. مبارزات داستانی بخش terran این بازی، بازیکنان را در یک موقعیت مزدور گونه قرار می‌دهد. گروه شورشیان raynor rider Terran با قبول کردن ماموریت‌های گروه‌های دیگر پیشرفت می‌کند. نسخه دوم، Heart of Swarm، با محوریت Zerg و دارای عناصر نقش آفرینی است. کریگان کانون داستان است و داستان در مورد احتمال رستگاری او است. Legacy of Void با مضمون Protoss آخرین بستهٔ بازی است که داستان آن در مورد سعی در اتحاد قبیله‌های Protoss به منظور متوقف کردن آمون، یک Xel'Naga سقوط کرده‌است.